# أمريكن يوروكوبتر
أمريكن يوروكوبتر (بالإنجليزية: American Eurocopter)‏ هي شركة تابعة لشركة إي أي دي أس نورث أمريكا، الشركة التابع لإي أي دي أس في الولايات المتحدة. تنتج الشركة عدة مروحيات مدنية حيث أن في 2005 استحوذت على نسبة حوالي 50% من السوق في الولايات المتحدة.

## وصلات خارجية
- الموقع الرسمي لأمريكن يوروكوبتر